# بلكوركانية
البلكوركانية (الاسم العلمي:†Balcoracania) هي جنس منقرض من ثلاثيات الفصوص يتبع فصيلة الإيمويلات من رتبة الردليشيات.